# Gladhoedvezelkop
De gladhoedvezelkop (Inocybe leiocephala) is een paddenstoel behorend tot de familie Inocybaceae. Hij vormt ectomycorrhiza met loof- en naaldbomen in bossen, soms in lanen, op kalkrijke zand en klei.

## Kenmerken

### Uiterlijke kenmerken
De hoed heeft een diameter tot 4 cm. De kleur is bruin met een min of meer intense rode tint. De steel is  2–6(–12) cm lang en 3-7 mm dik. De steel is berijpt en heeft min of meer een knol. De geur is zuur tot spermatisch.

### Microscopische kenmerken
De sporen zijn glad en meten tot 9,5-11,5 x 6,0-7,5 micron . De cystiden hebben een wanddikte tot circa 3,5 micron en reageren niet met KOH. De pleurocystidia en cheilocystidia hebben kristallen op hun top. De hele steel is voorzien van caulocystidia.

## Verspreiding
In Nederland komt de gladhoedvezelkop zeer zeldzaam voor. Hij staat op de rode lijst in de categorie 'bedreigd'.